# William Elgin Swinton
Pour les articles homonymes, voir Swinton.
William Elgin Swinton est un paléontologue et zoologue anglais né le 30 septembre 1900 à Kirkcaldy en Écosse et mort le 12 juin 1994 à Toronto. Il a été membre de la Société royale du Canada.
Il commence à travailler pour le Muséum d'histoire naturelle de Londres à partir de 1924 et obtient son doctorat à l'Université de Glasgow en 1931. Durant la Seconde Guerre mondiale, il sert dans les services secrets de la Royal Navy.
Il enseigne ensuite à l'Université de Toronto à partir des années 1960 en continuant occasionnellement à collaborer avec le muséum de Londres où pour lequel il est spécialiste des dinosaures. Il a également collaboré avec le Musée royal de l'Ontario et le Ontario Science Centre.

## Liste partielle des publications
- "The Dinosaurs" de 1934
- A Guide to the Fossil Birds (1934)
- The Science of Living Things (1935)
- 1948 A Cretaceous pterosaur from the Belgian Congo. Bulletin de la Societe Geologie, Paleontologie et Hydrologie. Liège 77, 234–238.
- The Corridor of Life (1948)
- 1954 Flight 170 million years ago. Discovery 15, 226–228.
- Fossil Amphibians and Reptiles 1954; sixième édition en 1974 978-0565005436
- "The origin of Birds," in Biology and Comparative Physiology of Birds (London: Academic, 1960),1.